# Marie-Claire Galy
Marie-Claire Galy, née en 1955, est une pédagogue, comédienne et metteur en scène française.

## Biographie
Après des études à l'université de Perpignan Via Domitia où elle obtient une maîtrise de lettres classiques, elle devient élève au conservatoire de Perpignan, d'où elle sortira diplômée de deux Médailles d'or (en tragédie et en comédie moderne) et d'un Prix d'excellence. Elle fréquente certains poètes et philosophes, comme François Brousse. Elle poursuit son travail de recherche à la faculté Paul-Valéry de l'université Montpellier III où elle soutient un DEA de IIIe cycle sur La pensée symbolique et les structures anthropologiques de l'imaginaire à travers l'œuvre de Paul Claudel. Elle devint journaliste et régisseur de scène au Centre lyrique du Midi.
De 1980 à 2017, elle est professeur d'expression scénique et responsable du département d'études poétiques au CRR-Méditerranée. Elle travaille en collaboration avec la Scène nationale de Perpignan et l'Institut de Développement et d'Enseignement du Multimédia à Barcelone.
Elle est à l'origine de la théorie du théâtre d’« itinéraire poétique et musical », fondé en majeure partie sur « les correspondances mystérieuses entre les arts et l'émergence de la parole fondamentale qui en résulte, ainsi que sur le voyage intérieur de l'Homme, transcrit et transmis à travers le théâtre, la musique et surtout la poésie. » Elle le met en pratique pour la première fois de manière annoncée dans sa création Fil d'Encre.
Depuis 2017, elle est formatrice aux techniques d'expression verbale et scénique, de la communication et de tout ce qui a trait au langage et à l'écriture, puisant dans son exploration professionnelle et artistique un enthousiasme absolu pour tout ce qui touche à l'homme et à sa quête de sens.

## Activité théâtrale
- Paroles sur l’Océan, récital poétique, 2005.
- La Sonate de Vinteuil, les ponts entre Proust et Fauré, 2006.
- Dits du silence, spectacle expérimental, 2007.
- Le Prince Heureux, adaptation du conte philosophique d'Oscar Wilde, 2008.
- Le Luthier de Venise, performance théâtrale, 2009.
- Fil d’Encre, itinéraire poétique et musical, fin 2009.
- Reflets et flottements, 2010.
- Au Miroir des Fables, 2011.
- L'offrande Lyrique, hommage poétique à Rabindranath Tagore, 2013.
- Le Pèlerin de l'Absolu, histoires spirituelles et perles de sagesse de Swami Ramdas, 2014.
- Paroles de nuit en attendant le jour, spectacle de mise en voix, 2015.
- Le Berger de Lumière, de Didier Rimaud, conte de sagesse universelle, 2015.
- Le Yoga de la Parole, poèmes de yogi Babacar Khâne, 2016.